# D-Einheit
Die D unit (dt. D-Einheit) war eine 1925 vom Pariser Strahlenmediziner Lucien Mallet (zusammen mit dem französischen Radiologen R. Coliez) eingeführte Maßeinheit zur Messung der Ionendosis für Röntgenstrahlung.
Die Umrechnung in das gebräuchlichere Röntgen wird unterschiedlich angegeben:
- 1 D-Einheit = 100,4186047 R = 258 · 10−4 C/kg[3]
- 1 D-Einheit = 102 R[2]

Die Einheit wurde nur in der Frühphase des Umgangs mit radioaktiven Therapieformen verwendet und ist ungebräuchlich.